# Teke Bijlsma
Teke Bijlsma (Haarlem, 14 april 1936 – aldaar, 4 april 2023) was een Nederlands organist.

## Biografie

### Opleiding
Bijlsma werd geboren in Haarlem. Na zijn middelbare school ging hij naar het Conservatorium van Amsterdam. Hier studeerde hij orgellessen bij Jacob Bijster en Simon C. Jansen.

### Loopbaan
Bijlsma begon in 1954 als organist in de hervormde Eben Haëzerkerk van Vijfhuizen. Hierna werd hij organist in een groot aantal protestantse kerken in Haarlem, waaronder de Lutherse Kerk, de Julianakerk, de Sionskerk, de  Pelgrimkerk, de Noorderkerk en de Oosterkerk. Daarnaast werkte hij achttien jaar lang voor de NCRV-radio. Hij werkte hier als regisseur en editor voor de programma's "Onder de Hoogtezon" en "In het zilver". Ook werkte hij samen met predikant Henny Visser in de Amsterdamse Westerkerk. In 1964 richtte hij het meisjeskoor "Puellae Cantate" op, waar hij tevens dirigent van was. Vervolgens was hij lange tijd in dienst bij het ministerie van Justitie en werd organist in de kapel van de Koepelgevangenis van Haarlem bij kerkdiensten voor protestantse gedetineerden. Later werd hij benoemd tot vaste organist van de Wilhelminakerk in Haarlem en was hij 24 jaar lang muziekleraar op de School met de Bijbel aldaar. Bijlsma was ook werkzaam als organist in Zwitserland en bespeelde ook orgel bij uitvaartplechtigheden in Haarlemse begraafplaatskapellen. Daarnaast heeft hij ook vele muziekstukken gecomponeerd. Hij overleed op 4 april 2023 in zijn woonplaats Haarlem.

## Discografie

### Cd's
- Teke Bijlsma improviseert op het Müller-orgel in de St. Bavokerk te Haarlem
- Teke Bijlsma, improvisaties in de Evangelisch Lutherse Kerk in Den Haag
- Teke Bijlsma vanuit de Grote Kerk te Schiedam, bekende kerstliederen
- Teke Bijlsma, improvisaties in de Wilhelminakerk in Haarlem
- Teke Bijlsma jubileert
- Teke Bijlsma improviseert in de Grote Kerk te Hasselt
- Teke Bijlsma improviseert in de Grote Kerk te Maassluis
- Komt vrienden in het ronde, Teke Bijlsma met het Aalsmeers Jeugdkoor

### Bladmuziek
- Morgenglans der eeuwigheid / Abba vader